# Cigarrinha-do-campo
Tico-tico-de-sobrancelha-amarela ou tico-tico-cigarra (Ammodramus aurifrons) é uma espécie de ave da família Emberizidae.
Pode ser encontrada nos seguintes países: Bolívia, Brasil, Colômbia, Equador, Peru e Venezuela. Seus habitats naturais são: matagal húmido tropical ou subtropical, pastagens e florestas secundárias altamente degradadas.